# Solallong
Solallong és una masia de Sora (Osona) inclosa a l'Inventari del Patrimoni Arquitectònic de Catalunya.

## Descripció
Casa de planta rectangular construïda amb pedres irregulars, totxo i morter i actualment està parcialment arrebossada. El teulat és a doble vessant. Adossada a la casa es conserven diverses construccions que encara s'utilitzen pel bestiar i que donen a la casa un pati tancat davant de la façana. Actualment el cos de la casa es troba modificat amb escales i distribuïdors per tal de condicionar-la com a residència temporal, trencant exteriorment la uniformitat de la casa.

## Història
Solallong fou un dels masos de la vella demarcació de Sant Pere al Pla, sufragània de la parròquia de Sant Pere de Sora. Durant molt de temps va ser l'única casa habitada de la contrada, i la seva propietat anava des de l'antic mas dit Vilaseca, prop de Sant Miquel de Gallifa, a la meitat de les terres de Cussoms, que compartia amb l'Espadaler. Tenir units els masos de Solanelles des Pla, Noguer des Pla, Castells des Pla i fins i tot el propi Sant Pere al Pla.